# Храм и монастырь святой Марии Магдалины (Белая Церковь)
Храм и монастырь святой равноапостольной Марии Магдалины (г. Белая Церковь, Украина) — православная церковь Украинской Православной Церкви с находящимся на её территории женским монастырём.

## История
В 1834 г. в районе Заречье города Белая Церковь графиня Александра Васильевна Браницкая по благословению митрополита Киевского свт. Филарета (Амфитеатрова) заложила каменную церковь святой равноапостольной Марии Магдалины. Место для строительства было выбрано с учётом того, что в середине XIX века здесь пролегал торговый и паломнический путь к речной переправе (р. Рось), далее через центр города — к Киеву. Графиня завещала своим сыновьям достроить храм, несмотря на их принадлежность к католической конфессии. Построили его на средства В.К. Браницкого. Свт. Филарет по завершении строительства в 1843 г. освятил церковь.
В 1859 г. настоятель Преображенского собора П. Лебединцев  поспособствовал открытию при храме православной церковно-приходской школы — второй в городе и во всей Киевской губернии. Она имела отдельное помещение, штат учителей и чёткую учебную программу.
В 1860-х гг. настоятелями церкви Марии Магдалины служили протоиерей Пётр Орловский и Симеон Левицкий (отец писателя И. Нечуй-Левицкого). Со временем увеличивалось количество населения, и сооружение было расширено, в 1899 г. к нему пристроили боковые галереи. План реконструкции разработал известный архитектор В. Николаев.  
В 1920-х гг. рядом с канонической общиной в церкви присутствовали "обновленцы" и УАПЦ. В 1930-х гг. в храме служили священнослужители, находящиеся в ссылке в городе. В 1938-39 гг. их расстреляли, и храм был закрыт, его превратили в зернохранилище, а потом — в военный склад. В 1941 г. немецкие оккупационные власти передали его приходской общине. С тех пор двери храма постоянно открыты для прихожан.
Здание церкви сооружено в классическом стиле, оно в плане крестовидное, четырёхстолпное, однокупольное. Прямо к нему пристроена колокольня. Вход выполнен в виде портика. Имена архитектора и художников, расписывавших храм, история не сохранила.
В 1987-90 гг. в церкви были проведены реставрационные работы, её капитально отремонтировали, а мастера из Почаева выполнили новые росписи. В 1990-х гг. рядом с нею построили часовню над колодцем.
Церковь святой Марии Магдалины — единственное из самых известных культовых сооружений города, построенное за пределами его исторического центра.
Интересен факт, что она не занесена в реестр памятников архитектуры и градостроения Украины.

## Женский монастырь
В 1996 г. при храме святой Марии Магдалины начали возводить стены будущего монастыря. По решению Священного Синода УПЦ он был открыт в 1997 г. В этом же году в него вошли первые насельницы. А в 1999 г. был совершён первый монашеский постриг. К середине 2016 г. соорудили ещё два каменных корпуса, ограду со св. воротами и надвратной церковью. Обитель продолжает строиться и сейчас.
В тихой и мирной жизни обители сёстры планируют и благоустраивают монастырскую территорию. Проводят духовно-просветительскую работу — при монастыре создана православно-духовная библиотека. Ежедневно насельницы несут послушание в просфорной, швейной мастерской, на клиросе, выращивают овощи, готовят трапезу, ухаживают за цветниками и выполняют другие хоз. работы. У каждой есть определённые обязанности, у некоторых они постоянные: свечница, алтарница, ризничная, эконом, келарь, уставщица, регент. Ныне в монастыре находится 12 монахинь.
28 октября 2018 г. Блаженнейшим Митрополитом Онуфрием в монастыре св. Марии Магдалины была проведена Божественная литургия. Он поздравил настоятельницу обители игуменью Фотину (Бондаренко) с днём её 50-летия и вручил ей орден княгини Ольги.
Святыни монастыря: 
- икона Спасителя (установлена в храме святой Марии Магдалины в память об отмене в 1861 г. крепостного права);
- образ Божией Матери "Всех скорбящих радость";
- Иверская икона Божией Матери;
- образ равноапостольной Марии Магдалины (с частицей мощей).

## Престольные праздники
4 мая (переходящая, 3-я неделя по Пасхе) — Неделя свв. жён-мироносиц;
и 4 августа.